# Stacja telewizyjna
Stacja telewizyjna – zespół pomieszczeń wraz z urządzeniami do nadawania, przekazywania i odbierania sygnałów telewizyjnych.